# Comme tout le monde
Pour plus de détails, voir Fiche technique et Distribution.
Comme tout le monde est un film franco-belge réalisé par Pierre-Paul Renders et sorti en 2006.

## Fiche technique
- Réalisation : Pierre-Paul Renders
- Scénario : Denis Lapière, Pierre-Paul Renders
- Durée : 90 minutes
- Montage : Ewin Ryckaert
- Musique : Jean Massicotte, Claude Milot, Mathieu Vanasse
- Pays de production :  Belgique,  France,  Luxembourg,  Canada,  Allemagne
- Durée : 90 minutes
- Dates de sortie : 
  - France : 21 juin 2006
  - Belgique : 11 octobre 2006
  - Allemagne : 16 octobre 2008

## Distribution
- Khalid Maadour : Jalil
- Caroline Dhavernas : Claire
- Chantal Lauby : Françoise
- Gilbert Melki : Didier
- Thierry Lhermitte : Président Chastain
- Delphine Rich : Arlette Chastaing
- Amina Annabi : la mère de Jalil
- Rachid Chaib : Abdel, le petit frère
- Zakariya Gouram : Kader
- Pierre Lognay : Jérémie
- Suzan Anbeh : Zoé
- Christelle Cornil : Sandrine